# 등록민간자격
등록민간자격(登錄民間資格)은 대한민국의 민간자격 중 정해진 절차와 기준에 따라 국가의 자격 제도에 등록하여 운영되는 자격 제도이다.

## 참고 문헌
- “민간자격등록제도”. 《민간자격정보서비스》. 한국직업능력연구원 자격센터.

## 같이 보기
- 국가전문자격
- 국가기술자격
- 국가공인민간자격
- 민간자격